# Temas en la propaganda nazi
La propaganda del régimen nazi. La verdadera discriminación contra la Alemania étnica de los países de Europa del Este ha ganado territorio con el costo de Alemania después de la Primera Guerra Mundial, como Checoslovaquia y Polonia, el tema de la propaganda nazi de Alemania. 

## Definición
Información sesgada que intentó provocar la lealtad política y la conciencia racial entre los pueblos alemanes. También trató de engañar al gobierno extranjero, incluido el principal poder europeo, para persuadirlos de que Alemania Nazi Alemania solo implementó concesiones y anexos razonables. Después de la invasión de la Unión Soviética, la propaganda de la Unión Soviética, la propaganda nacional de la gente de Alemania y los soldados, la policía y el apoyo no alemán han brindado servicios en el territorio ocupado, cuestiones fuertes relacionadas con el comunísimo soviético. Con el judaísmo Europa y la introducción de Alemania es un defensor de la cultura occidental contra la amenaza "Judo-Bolchevik", dibujando una imagen dedicada dedicada de lo que sucederá si la Unión Soviética fuera. Esto sucedió especialmente después del fallo catastrófico del alemán en Stalingrado en febrero de 1943.  Estos problemas pueden ser útiles para crear personas nazis y alemanas, alemanes, así como a sus empleados locales, continúan luchando hasta el final.

## Enemigos

### Judíos

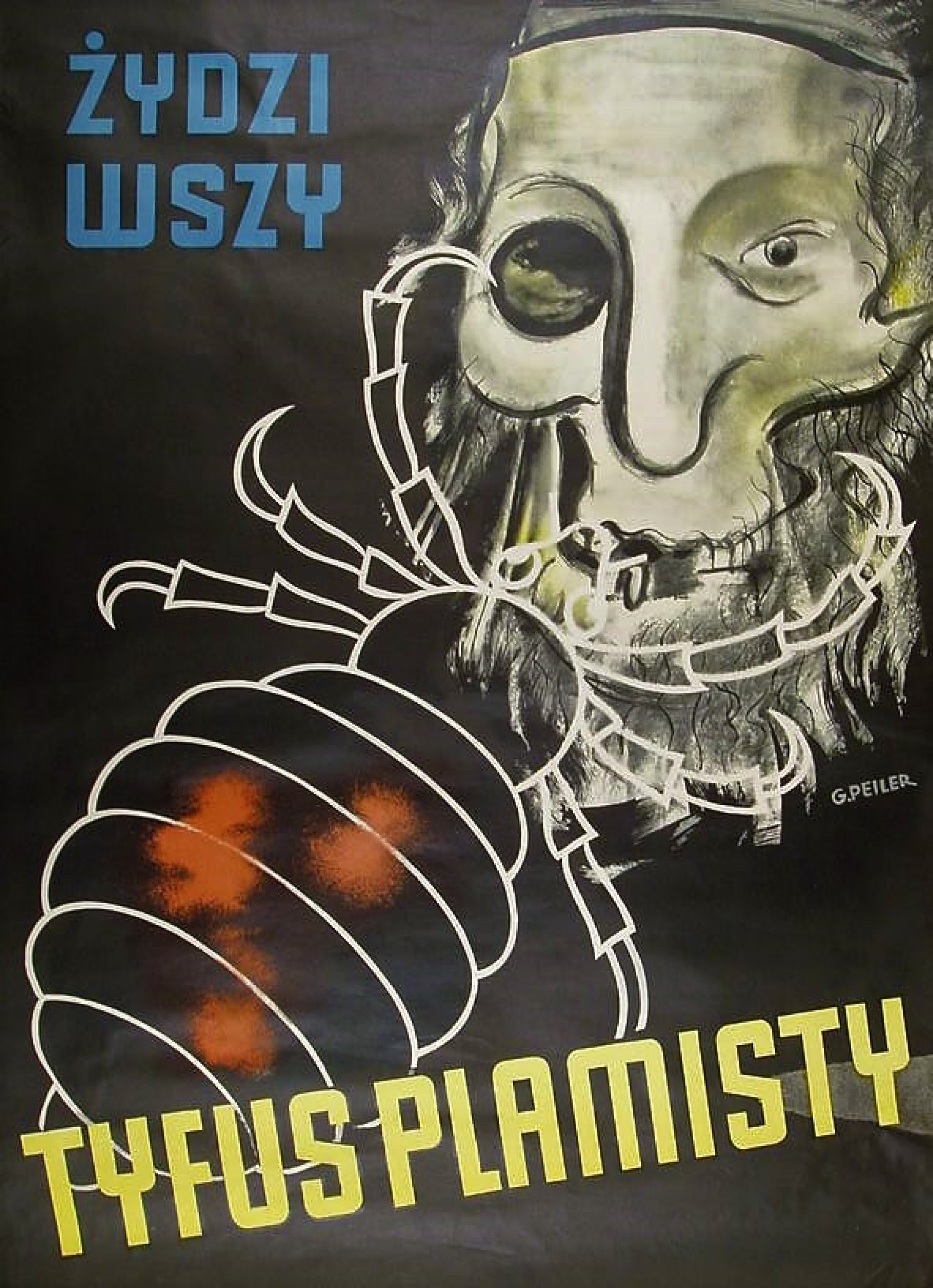
Afiche colgado en las calles de la Polonia ocupada que culpa a los judíos de la propagación del tifus.

La propaganda antisemita fue presentada a menudo; sin embargo, ocasionalmente, era reducida por motivos tácticos. Desde el inicio de su membresía en el Partido Nazi, Hitler presentó a los judíos como los culpables de los problemas económicos y morales de Alemania, al encontrarse tanto en el bolchevismo como en el capitalismo internacional. Así, acusó a los «judíos avaros» de los problemas económicos de la República de Weimar. También detalló los elementos antisemitas en la leyenda de la puñalada en la espalda para explicar la derrota en la Primera Guerra Mundial y justificar su perspectiva como una de defensa propia. En un discurso, cuando Hitler preguntó quién estaba detrás de los esfuerzos bélicos fallidos de Alemania, la audiencia estalló en un «los judíos».
Tras el fracaso del Putsch de Múnich, Hitler moderó su tono para el proceso y centró su defensa en su devoción desinteresada por el bien del Volk (pueblo) y la necesidad de tomar medidas audaces para salvarlo; aunque sus referencias a los judíos no desaparecieron (por ejemplo, hablaba de «tuberculosis racial» en los «pulmones alemanes»), se redujeron con miras a obtener apoyo Algunos nazis temían que su movimiento perdiera su lado antisemita y Hitler les aseguró en privado que consideraba débiles sus puntos de vista previos. En su libro Mi lucha, despotrica contra los judíos llamándolos «bacilos peligrosos».
A partir de entonces, Hitler silenció su antisemitismo en público: sus discursos contenían referencias a los judíos, pero dejaron de ser diatribas puramente antisemitas, a menos que tal lenguaje fuera atractivo al público. Algunos discursos carecían del todo de referencias a los judíos, lo que llevó a que muchos creyeran que su antisemitismo había sido una etapa previa; sin embargo, el antisemitismo permaneció en la base del Partido nazi. Incluso antes de ascender al poder, los textos y eslóganes nazis demandaron boicotear a los judíos. También la propaganda anticapitalista, relativa a la «esclavitud del interés», usaría elementos antisemitas de la asociación de los judíos con prestamistas de dinero.
En 1933, los discursos de Hitler hablaban de servir a Alemania y defenderla de sus enemigos: países hostiles, comunismo, liberalismo y cultura decadente, pero no de los judíos. La toma del poder tras el incendio del Reichstag estableció el 1 de abril como el día para un boicot a los negocios judíos, al que Hitler incitó fervientemente en la radio y en los periódicos. El efecto real, de apatía fuera de los bastiones nazis, llevó a que los nazis se decantaran por efectos más graduales y sutiles.
El párrafo ario (una cláusula en los estatutos de las organizaciones) fue justificado oficialmente con un abierto antisemitismo, según el cual los judíos tenían una representación indebido en las profesiones. Las medidas anijudías fueron presentadas como defensivas. Los voceros nazis fueron instruidos para declarar que los judíos estaban siendo tratados con cuidado. Asimismo, se les proveyó una colección de respuestas para contraargumentar. Los judíos fueron atacados como la encarnación del capitalismo. Tras seis números dedicados al orgullo étnico, la revista Neues Volk publicó un artículos sobre los tipos de «judío criminal»; en números siguientes, se instó a no tener simpatías por víctimas de las leyes de Núremberg Goebbels defendió las políticas raciales nazis, incluso señaló que la mala publicidad era un error porque ponía en evidencia el tema para ser discutido.
Para mediados de los años 1930, se emplearon manuales con más contenido antisemita en las clases. La «cuestión judía en la educación» aseguró a los profesores que los niños no solo eran capaces de entenderla, sino que sus instintos raciales naturales eran mejores que los de sus padres. Las clases de biología debían enfatizar la división de las especies en la naturaleza, de forma que fuera más fácil explicar la lógica de las leyes de Núremberg.
En esta época aumentó la cultura popular antisemita que, al no llevar el sello de aprobación nazi manifiesta, era considera más objetiva que la información del Ministerio del Reich para la Ilustración Pública y Propaganda. Incluso los libros infantiles, como Der Giftpilz, promovían el antisemitismo. En vista de la creciente presión nazi, los académicos produjeron gran cantidad de «ciencia racial» para demostrar la diferencia entre los judíos y los alemanes, ignorando con frecuencia todas las otras raza. En la literatura, las medidas antisemitas eran presentadas como razonables e, incluso, como de defensa propia. Das Schwarze Korps incrementó la dureza de su tono hacia los judíos para preparar a las SS para la guerra racial. Este elemento también podía aparecer en otra propaganda en la cual no era el elemento central. Así, los villanos de Hans Westmar no solo eran comunistas, sino también judíos; sin embargo, no alcanzó el nivel de propaganda que durante la guerra.
A pesar de su racismo, Goebbels solo aprobó dos comedias y un drama histórico con abierto antisemitismo. Los noticiarios no contenían referencias a judíos. La propaganda dirigida a las mujeres como baluartes contra la degeneración racial daba un gran énfasis a su rol en proteger la pureza racial sin caer en el antisemitismo de Mi lucha o Der Stürmer. Gerhard Wagner, en la reunión de Núremberg de 1936, discutió las leyes raciales más bien en términos de la raza pura y creciente que por la maldad de los judíos. Un panfleto de 1938 que instaba a apoyar a Hitler en un referéndum detalló los logros nazis sin mención del antisemitismo, lo que reflejaba un deseo de presentar de manera sutil las doctrinas raciales, como supuesta ciencia objetiva. Se sentaron las bases para posteriores obras antisemitas con gran énfasis en un chauvinismo étnico. Hitler emitió solo tres discursos abiertamente antisemitas entre la toma del poder y la guerra, pero incluyó varios comentarios crípticos sobre judíos para que los nazis más radicales supieran que significaba que no había abandonado sus creencias. En particular, la propaganda antisemita fue suprimida durante las Olimpiadas, cuando no se permitió que Der Stürmer fuera vendido en las calles.
Hitler había declarado que los judíos serían los autores de cualquier guerra que se avecinara. En 1942, la prensa citó a Hitler que dijo que su predicción se estaba realizando. Un año antes, en 1941, cuando los judíos fueron forzados a portar una estrella de David, panfletos nazis instruyeron a la población para que recordaran los argumentos antisemitas, en particular el libro de Theodore N. Kaufman, ¡Alemania debe perecer!, el cual se basó en el panfleto El objetivo bélico de la plutocracia mundial.
El Holocausto no fue un tema de debate ni siquiera en reuniones ministeriales; la única vez que se planteó la cuestión fue rechazada por no ser de utilidad como propaganda. Incluso los funcionarios del Ministerio de Propaganda dijeron que las atrocidades contra los judíos eran propaganda enemiga; sin embargo, con el Holocausto, se implementó una agresiva campaña antisemita. Los artículos de Goebbels en Das Reich incluían un antisemitismo virulento. El supuesto documental El judío eterno pretendía mostrar la vida miserable y la destrucción causada por los judíos, quienes eran calificados como menos que bichos; mientras que el drama histórico El judío Süß presentaba a un judío que ganaba poder sobre un duque al prestarle dinero y usaba este poder para oprimir a sus súbditos y violar a una aria. Con frecuencia en tiempo de la guerra, carteles describían a los judíos como responsables de ella y los acusaban de estar detrás de los Aliados. Se publicaron panfletos fervientemente antisemitas, incluyendo presuntas citas de literatura judía que, generalmente, eran malas traducciones, fuera de contexto, o inventadas.
La dificultad en mantener simultáneamente una propaganda anticomunista y contra el Reino Unido como una plutocracia también llevó a incrementar el énfasis en el antisemitismo, pues acusaba a los judíos de estar detrás de ambos. Asimismo, la propaganda sostenía que el antisemitismo estaba creciendo en todo el mundo; para ello, citaron a un supuesto marinero británico que deseaba que Hitler matara cinco millones de judíos, una de las referencias más claras al exterminio en la propaganda nazi.

### Comunistas
La propaganda nazi retrató al comunismo como un enemigo, tanto al interior de Alemania como fuera. Los comunistas fueron el primer grupo atacado como enemigos del Estado, cuando los nazis ascendieron al poder. Artículos en la prensa presentaba a los nazis como víctimas inocentes de asaltos comunistas. Un volante electoral animaba a convertir comunistas al nazismo. Los eslogan de campaña señalaban que si se quería el bolchevismo, se podía votar por los comunistas, pero si se quería seguir siendo libres, se debía votar por los nazis.
El espectro del comunismo fue empleado para obtener poderes dictatoriales. El incendio del Reichstag fue presentado por el periódico nazi como el primer paso en una toma del poder comunista. Hitler usó esta idea para retratar a los nazis como la única alternativa a los comunistas, cuyo temor fustigó. Esta propaganda resultó en una aceptación de la violencia anticomunista; aunque la violencia antisemita era menor, fue menos tolerada en la época. Cuando el Papa, atacó algunos aspectos del nazismo, la respuesta oficial del gobierno fue una nota que acusaba al Papa de poner en peligro la defensa contra el bolchevismo mundial.
Películas tales como Hans Westmar y Hitlerjunge Quex describían la muerte de sus héroes como mártires asesinados por el comunismo. En ambas películas, el comunismo aparece como una amenaza global, con algunos villanos despiadados como líderes, pero también con algunos comunistas errados que podían ser inspirados para convertirse en héroes, es decir, como nazis potenciales. También la literatura retrataba a heroicos trabajadores alemanes que fueron engañados por el marxismo internacional, pero cuya naturaleza aria los urgía a saber más de él. En Der Giftpilz, un hombre contaba a miembros de las Juventudes Hitlerianas que había sido un comunista, pero se había dado cuenta que eran dirigidos por judíos que pretendían sacrificar Alemania para beneficio de Rusia.

### Otros
- Intelectuales
- Capitalistas
- Rusos
- Checoslovacos
- Polacos
- Británicos
- Estadounidenses